# Período legislativo de 1970 a 1974 de Costa Rica
| 32 PLN 22 PUN | 2 PASO 1 PDC |

PLN
PUN
PASO
PDC

El Período Legislativo de 1970 a 1974 fue el período constitucional de conformación del Congreso de Costa Rica y que abarcó del 1 de mayo de 1970 al 30 de abril de 1974. José Figueres Ferrer del Partido Liberación Nacional resulta reelecto en las elecciones presidenciales por amplio margen dotando al partido de su segunda bancada más numerosa de la historia; 32 diputados. Cifra solo superada tras las elecciones de 1982 siendo candidato Luis Alberto Monge.
La Unificación Nacional que había gobernado el país en el cuatrienio anterior perdió sensiblemente la cantidad de diputados para nunca recuperarse, mientras que la izquierda vuelve al Parlamento por primera vez desde 1948 pues, aunque formalmente seguía siendo ilegal por prescripción constitucional, el sistema se había flexibilizado e incluso se hablaba ya de reformar la Constitución para permitirle participar en elecciones, por lo que pudo conformar el Partido Acción Socialista, con el que consiguió dos curules. También ingresa por primera vez el Partido Demócrata Cristiano al Congreso.

## Leyes aprobadas
Entre otras; Ley Orgánica del Instituto Mixto de Ayuda Social (IMAS), Ley Orgánica del Instituto Tecnológico de Costa Rica (ITCR), Ley de Fomento a la avicultura, Ley del Consejo Nacional de Investigaciones Científicas y Tecnológicas (CONICIT), Ley Orgánica de la Universidad Nacional de Costa Rica (UNA), Ley Orgánica del Instituto de Fomento Cooperativo (INFOCOP), Ley Orgánica del Instituto Meteorológico Nacional (IMN), Ley de la Comisión Nacional de Asuntos Indígenas (CONAI), Código de Familia, Ley Orgánica del Instituto Nacional sobre Alcoholismo (IAFA), reforma a la Constitución rebajando la mayoría de edad a los 18 años (estando antes en 21).

## Fracciones
| Partido político | Partido político             | Diputados | Diputados |
| ---------------- | ---------------------------- | --------- | --- |
|                  | Partido Liberación Nacional  |           | 1. Daniel Oduber Quirós 2. Luis Alberto Monge Álvarez 3. Jenaro Valverde Marín 4. Gonzalo Solórzano González 5. Teresa Zavaleta Durán 6. Antonio Jacob Habitt 7. Rafael Solórzano Saborro 8. Robilio Durán Picado 9. Edwin Muñoz Mora 10. Carlos Manuel Villalobos Arias 11. Manuel Carballo Quintana 12. Edgar Arroyo Cordero 13. Carlos Ugalde Álvarez 14. Claudio César Araya Rodríguez 15. Gonzalo Gómez Cordero 16. José Fabio Araya Vargas 17. Francisco Morales Hernández 18. Eladio Alonso Andrés 19. Jorge Solano Chacón 20. Yolanda Otárola Prendigas 21. Óscar Román Hernández Pacheco 22. Óscar Campos Orozco 23. Rosa Aiza Carrillo 24. Asdrúbal Ocampo Ocampo 25. Rafael París Steffens 26. María Guevara Fallas 27. Pedro Gaspar Zúñiga 28. José Manuel Esna Miguel 29. Daniel Barrantes Campos |
|                  | Partido Unificación Nacional |           | 1. Longino Soto Pacheco 2. Manuel Jiménez Borbón 3. Guillermo Jiménez Ramírez 4. Rafael Ángel Valladares Mora 5. Hernán Ramón Castro Hernández 6. Óscar Saborío Alvarado 7. Rolando Laclé Castro 8. Álvaro Aguilar Peralta 9. Óscar Chavarría Pol 10. Fulvio Rodríguez Sagot 11. Gonzalo Monge Herrera 12. Rodolfo Leiva Runnebaum 13. Rogelio Carazo Paredes 14. Emilio Piedra Jiménez 15. Rodrigo Hernández Vargas 16. José Bonilla Dib 17. Rodrigo Brenes González 18. Pedro Aráuz Aguilar 19. Gonzalo Segares García 20. Gonzalo Lizano Ramírez 21. Edgar Chaverri Solano 22. Rogelio Pardo Jochs |
|                  | Partido Acción Socialista    |           | 1. Manuel Mora Valverde 2. Marcial Aguiluz Orellana |
|                  | Partido Demócrata Cristiano  |           | 1. Jesús Manuel Fernández Morales |

## Presidente
| Presidente del Congreso    | Legislatura         | Partido político |
| -------------------------- | ------------------- | ---------------- |
| Luis Alberto Monge Álvarez | 1973-1974           | PLN              |
| Daniel Oduber Quirós       | 1970-1971-1972-1973 | PLN              |